# Ngày châu Âu tưởng niệm các nạn nhân của chủ nghĩa Stalin và chủ nghĩa Quốc Xã
Ngày Âu Châu tưởng niệm các nạn nhân của chủ nghĩa Stalin và chủ nghĩa Quốc xã, còn được biết tới như Ngày dải băng Đen tại một vài quốc gia, mà được cử hành vào ngày 23 tháng 8, là ngày tưởng niệm quốc tế cho nạn nhân các ý thức hệ toàn trị, đặc biệt chủ nghĩa Cộng sản/chủ nghĩa Stalin, chủ nghĩa Phát xít và chủ nghĩa Quốc xã.
Ngày 23 tháng 9 năm 2008, 409 thành viên của nghị viện châu Âu đã ký một tuyên bố ủng hộ hình thành "một ngày mà toàn Âu Châu tưởng niệm các nạn nhân của tất cả các chế độ toàn trị và chuyên chế", để được tưởng nhớ một cách nghiêm trọng và công bằng. Vào ngày 2 tháng 4 năm 2009 quyết định tuyên bố ngày này đã được 533 phiếu chập nhận (44 phiếu chống và 33 phiếu trắng).
" và đã được cử hành hàng năm bởi các bộ phận Liên minh châu Âu từ 2009. Nghị quyết Nghị viện châu Âu ngày 2 tháng 4 năm 2009 về lương tâm châu Âu và chủ nghĩa toàn trị, được hỗ trợ bởi đảng nhân dân châu Âu, Liên minh tự do và dân chủ cho châu Âu, Liên minh tự do các đảng Xanh châu Âu, và Liên minh các quốc gia cho châu Âu, kêu gọi thành lập nó ở khắp mọi nơi ở châu Âu. Việc thiết lập ngày 23 tháng 8 là một ngày tưởng niệm quốc tế cho nạn nhân các chế độ toàn trị cũng được ủng hộ bởi Tuyên bố Vilnius 2009 của hội đồng quốc hội của Tổ chức An ninh và Hợp tác châu Âu.
Ngày 23 tháng 8 được chọn trùng với ngày ký hiệp ước Xô-Đức, qua đó Liên Xô và Đức Quốc xã đã đồng ý để chia Đông Âu với nhau, một biến cố được mô tả bởi chủ tịch nghị viện châu Âu Jerzy Buzek ở vào năm 2010 như là "sự thông đồng giữa 2 mô hình chủ nghĩa toàn trị tệ hại nhất trong lịch sử loài người." Ngày tưởng niệm bắt nguồn từ những cuộc phản đối được tổ chức tại các thành phố phương Tây chống lại tội ác và việc chiếm đóng của Liên Xô vào thập niên 1980, đề xướng bởi các người tị nan ở Canada tới từ các nước bị chiếm đóng bởi Liên Xô, và đã lên tới cực điểm ở Con đường Baltic, một cuộc biểu tình chính trong các cuộc cách mạng năm 1989 mà đã góp phần giải phóng các nước Baltic.
Mục đích của ngày tưởng niệm này là để bảo tồn các ký ức về nạn nhân các cuộc đi đày và hủy diệt tập thể; trong khi cổ vũ cho những tư tưởng và giá trị là tự do, dân chủ và nhân quyền với mục đích củng cố hòa bình và sự ổn định tại Âu Châu.
Ngày 23 tháng 8 cũng được chính thức công nhận bởi Canada và Hoa Kỳ, nơi nó được biết tới như là Ngày dải băng Đen.

## Bối cảnh lịch sử
Ngày 23 tháng 8 là ngày tưởng niệm và tên "Ngày dải băng Đen" bắt nguồn từ các cuộc biểu tình tổ chức tại các thành phố phương Tây vào thập niên 1980, được tổ chức phần lớn bởi các người tị nạn từ các quốc gia bị chiếm đóng bởi Liên Xô, để gây sự chú ý tới các tội ác và vị phạm nhân quyền của Liên Xô, và để phản đối hiệp ước Xô-Đức mà theo đó Hitler đã đồng ý cho Joseph Stalin xâm lăng nhiều nước đông Âu cũng như những thỏa thuận sau đó tại hội nghị Yalta, theo đó Winston Churchill và Franklin D. Roosevelt cho phép Joseph Stalin tự do hành động ở Đông Âu, bao gồm việc sáp nhập các nước chiếm đóng bởi Liên Xô và thiết lập chế độ độc tài toàn trị tại những nơi đó mà đã kéo dài nhiều thập niên. Vào ngày 23 tháng 8 năm 1986, các cuộc biểu tình Ngày dải băng Đen được tổ chức tại 21 thành phố phương Tây bao gồm New York City, Ottawa, London, Stockholm, Seattle, Los Angeles, Perth, Australia và Washington DC. Các cuộc biểu tình được đề xướng bởi các cộng đồng Trung và Đông Âu ở Canada.
Vào năm 1987, các cuộc phản đối của Ngày dải băng Đen lan sang các nước Baltic, đưa tới điểm cao là Con đường Baltic vào năm 1989, một biến cố lịch sử của các cuộc cách mạng năm 1989, trong đó 2 triệu người nắm tay hình thành một chuỗi người, để phản đối lại việc Liên Xô tiếp tục chiếm đóng.

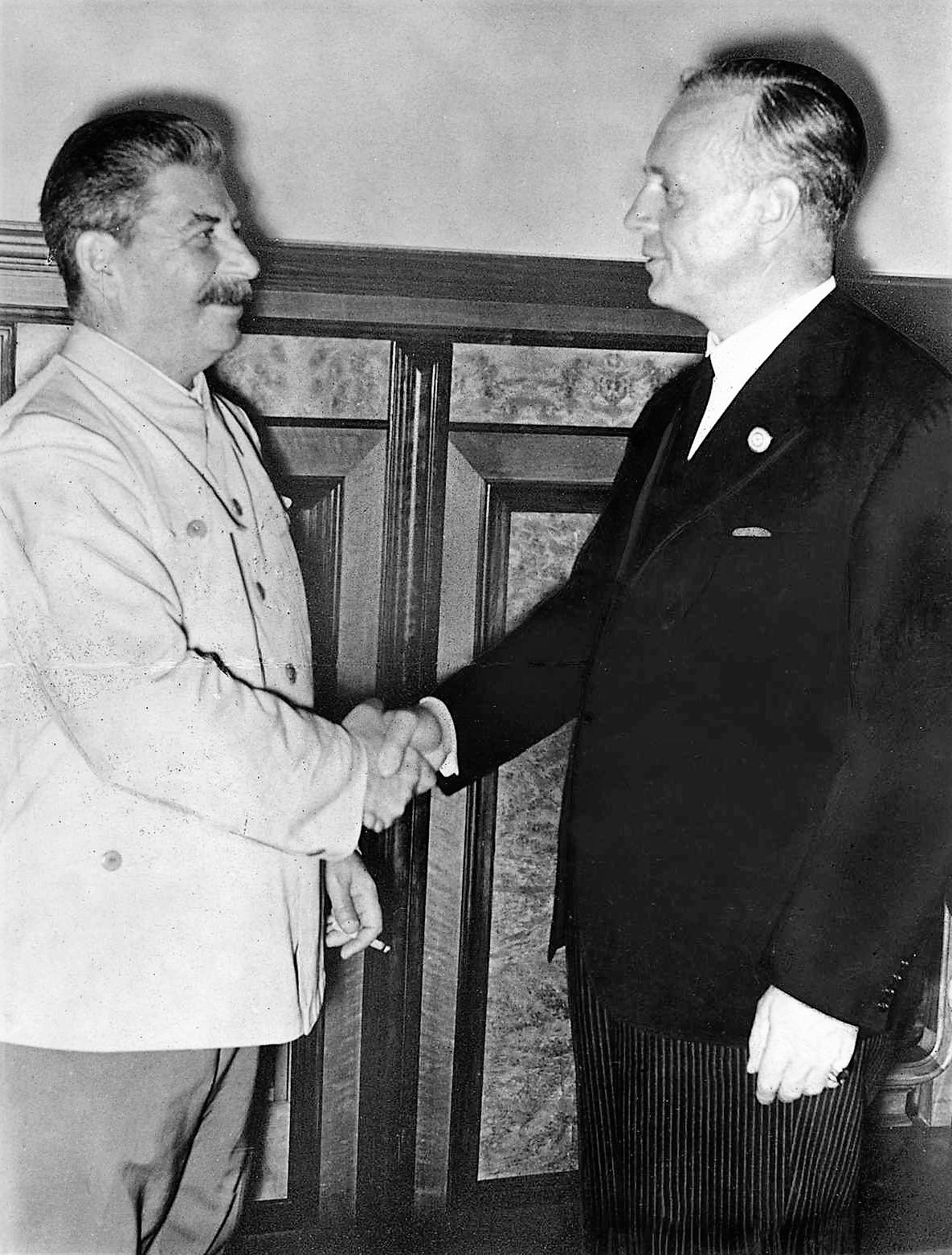
Josef Stalin và Joachim von Ribbentrop tại Moskva, tháng 9 năm 1939. Ngày tưởng niệm nhắc tới hiệp ước Xô-Đức
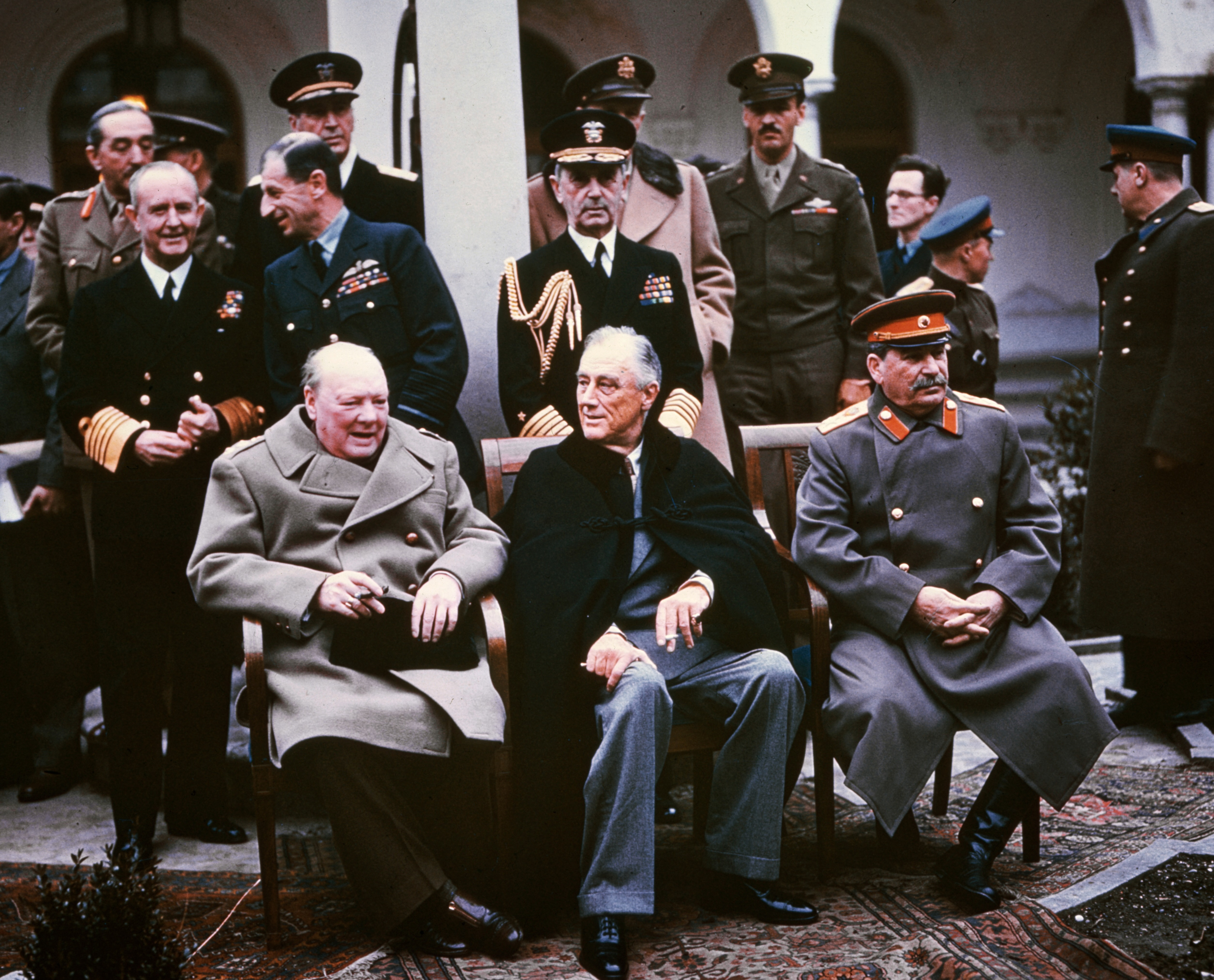
1945 tại hội nghị Yalta, Winston Churchill và Franklin D. Roosevelt cho phép Joseph Stalin toàn quyền hành động ở Đông Âu
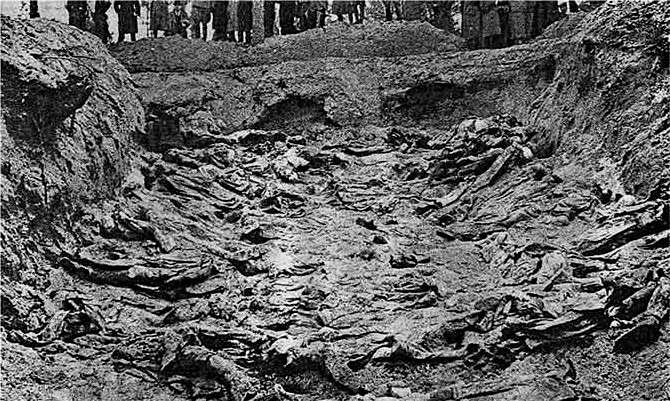
Mộ tập thể của người Ba Lan bị sát hại bởi Liên Xô trong Thảm sát Katyn 1940
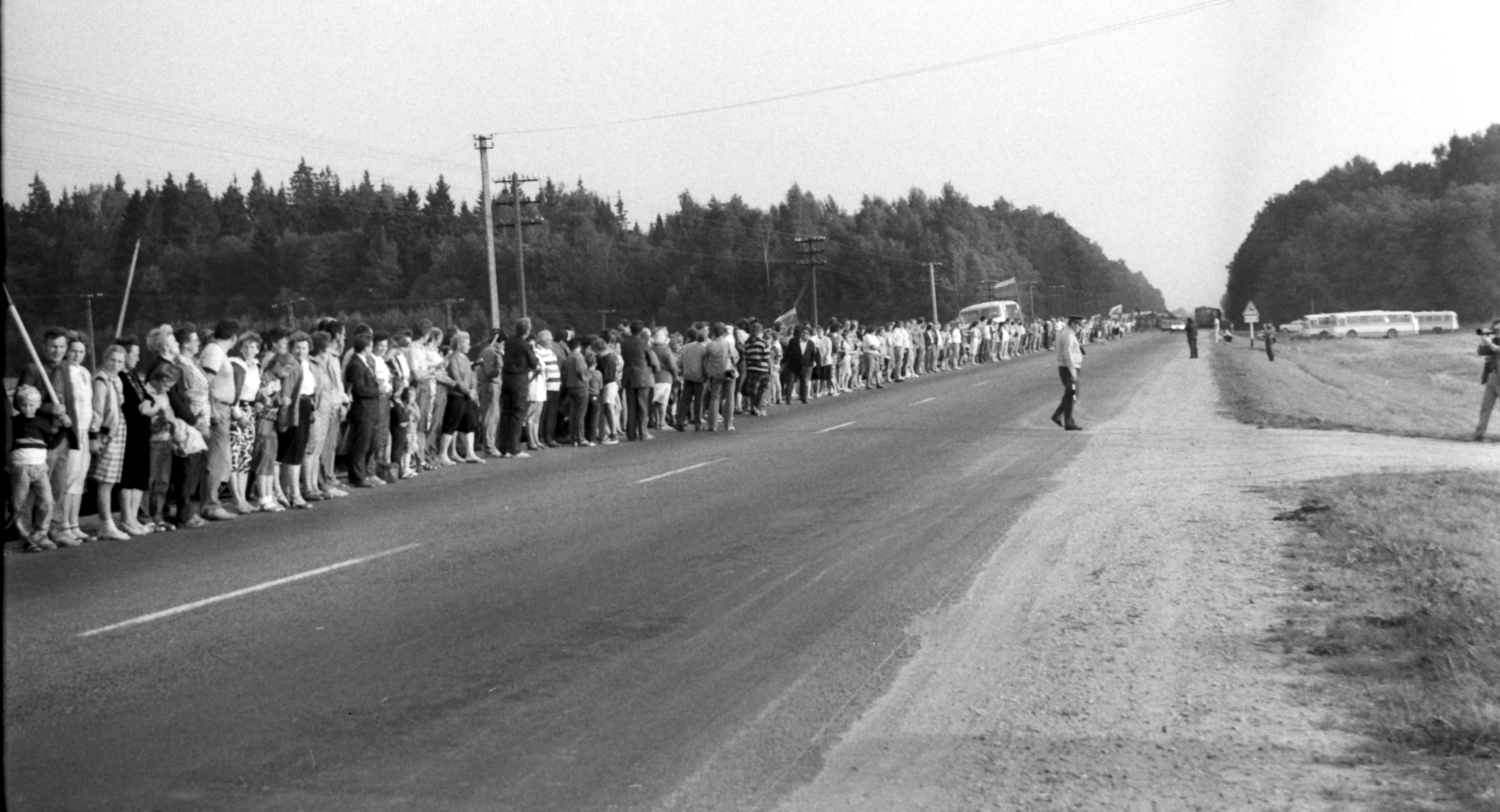
Con đường Baltic năm 1989

## Tuyên bố bởi Nghị viện châu Âu và ủng hộ từ OSCE
Buổi tường trình công cộng châu Âu về tội ác của các chế độ toàn trị được tổ chức, khi Slovenia giữ chức chủ tịch Hội đồng Liên minh châu Âu và Ủy ban châu Âu vào tháng 4 năm 2008. Mục đích của nó là để cải thiện kiến thức và nhận thức của quần chúng về các tội ác toàn trị.
Ngày 23 tháng 8 được công nhận là một ngày tưởng niệm chính thức cho các nạn nhân của chủ nghĩa toàn trị bởi các bộ phận quốc tế và nhiều quốc gia khác nhau sau khi nó được đề nghị trong tuyên ngôn Praha 2008, khởi xướng bởi chính phủ Cộng hòa Séc, và trong số người ký có Václav Havel, Joachim Gauck, Vytautas Landsbergis, Emanuelis Zingeris, và Łukasz Kamiński ngày 3 tháng 6 năm 2008. Tuyên bố kết thúc hội nghị Lương tâm châu Âu và chủ nghĩa Cộng sản, một hội nghị quốc tế mà tổ chức tại thượng nghị viện Cộng hòa Séc từ 2 tới 3 tháng 6 năm 2008, được tổ chức bởi Ủy ban thượng nghị viện về giáo dục, khoa học, văn hóa, nhân quyền và kiến nghị, dưới sự bảo trợ của Alexandr Vondra, phó thủ tướng của Cộng hòa Séc về ngoại giao châu Âu.
Ngày 23 tháng 9 năm 2008, 409 thành viên của nghị viện châu Âu đã ký trong một tuyên ngôn về tuyên cáo Ngày 23 tháng 8 là ngày Âu Châu tưởng niệm các nạn nhân của chủ nghĩa Stalin và chủ nghĩa Quốc xã. Tuyên ngôn chỉ ra: "Những cuộc đi đày, giết người và bắt làm nô lệ tập thể gây ra bởi những hành động háo chiến của chủ nghĩa Stalin và chủ nghĩa Quốc xã là thuộc loại tội ác chiến tranh và tội ác chống lại loài người."
Ngày ngày 2 tháng 4 năm 2009, một nghị quyết nghị viện châu Âu về lương tâm châu Âu và chủ nghĩa toàn trị, kêu gọi các nước thành viên và các nước châu Âu khác ban hành ngày Âu Châu tưởng niệm các nạn nhân của chủ nghĩa Stalin và chủ nghĩa Quốc xã, được chấp thuận qua một cuộc bỏ phiếu 533–44 với 33 phiếu trắng.
Ngày 3 tháng 7 năm 2009, Tổ chức An ninh và Hợp tác châu Âu (OSCE) chấp nhận Tuyên bố Vilnius, mà ủng hộ Ngày 23 tháng 8 là ngày quốc tế tưởng niệm cho nạn nhân của chủ nghĩa toàn trị và thúc dục các quốc gia thành viên gia tăng nhận thức về tội ác của chủ nghĩa toàn trị.
Sau khi nghị viện châu Âu đã tuyên cáo Ngày Âu Châu tưởng niệm các nạn nhân của chủ nghĩa Stalin và chủ nghĩa Quốc xã, Hans-Gert Pöttering, chủ tịch của nghị viện châu Âu, đã cảm ơn các chính phủ Litva, Latvia và Estonia 2009, về những nỗ lực của họ cho Tây Âu biết rõ ràng hơn về chủ nghĩa toàn trị của Liên Xô. Pöttering nói tới tác phẩm Nguồn gốc chủ nghĩa toàn trị của Hannah Arendt, mà đã phát triển "tiêu chuẩn khoa học căn bản để mô tả chủ nghĩa toàn trị", kết luận rằng "cả hai hệ thống toàn trị (chủ nghĩa Stalin và chủ nghĩa Quốc xã) đều khủng khisp và có thể so sánh với nhau".
Joseph Daul, chủ tịch của đảng Nhân dân châu Âu nói:
"2009 là một năm rất tiêu biểu, bởi vì chúng ta ăn mừng cả 60 năm ngày thành lập NATO, bắt đầu của chiến tranh lạnh, và 20 năm ngày bức tường Berlin sụp đổ, mà đã chấm dứt chiến tranh lạnh này. Đó là lý do tại sao chúng ta đề xuất ban hành ngày toàn châu Âu tưởng niệm để giúp đỡ Âu Châu hòa giải với quá khứ toàn trị, của cả chế độ Quốc xã và chế độ Cộng sản."
Ngày 10 tháng 6 năm 2011, Hội đồng Tư pháp và Nội vụ EU (các bộ trưởng Tư pháp và Nội vụ của tất cả các nước thành viên EU) chấp nhận quyết định, mà tái khẳng định "về sự quan trọng gây nhận thức về các tội ác gây ra bởi các chế độ toàn trị, cổ võ chia sẻ những tưởng niệm về các tội ác này khắp EU và nhấn mạnh vai trò quan trọng mà nó có thể góp phần ngăn ngừa sự sống lại các ý thức hệ toàn trị," và làm nổi bật "Ngày toàn châu Âu tưởng niệm nạn nhân các chế độ toàn trị (23 tháng 8)," mời "các nước thành viên xem xét nên tưởng niệm như thế nào."
Vào ngày 23 tháng 8 năm 2011, Ba Lan lúc đó là Chủ tịch của Liên minh châu Âu đã tổ chức một hội nghị nhân dịp ngày châu Âu tưởng niệm các nạn nhân của các chế độ Độc tài toàn trị. Chủ tịch EU trích dẫn kết luận Hội đồng Tư pháp và Nội vụ vào ngày 10 tháng 6 và Chương trình Stockholm của EU, trong đó nhấn mạnh rằng "Tưởng nhớ về lịch sử được chia sẻ là cần thiết để hiểu được châu Âu hiện đại." Các quan chức châu Âu đã thông qua Tuyên bố Warsaw cho Ngày châu Âu tưởng niệm các nạn nhân của các chế độ Độc tài toàn trị. Tuyên bố Warsaw thề rằng sự đau khổ của các nạn nhân của chế độ độc tài toàn trị "sẽ không chìm vào lãng quên."  Tuyên bố đó nói rằng "tội ác của các chế độ độc tài toàn trị ở châu Âu nên được thừa nhận và lên án, bất kể loại và ý thức hệ của họ." Bộ trưởng Tư pháp Krzysztof Kwiatkowski nói rằng "Tuyên bố Warsaw là một thỏa thuận nhất trí của tất cả các quốc gia thành viên EU rằng chúng ta phải làm mọi thứ có thể để ngăn chặn bất kỳ chế độ độc tài toàn trị không thể hồi sinh ở tất cả các nước, xây dựng một gia đình lớn của châu Âu."  Ủy viên Tư pháp, EU Viviane Reding, nói trong dịp này:
| “ | "Chế độ Độc tài toàn trị là sự từ chối của phẩm giá con người và vi phạm tất cả các quyền cơ bản của các xã hội chúng ta được xây dựng trên nền dân chủ và sự tôn trọng các nguyên tắc của pháp luật. Chúng ta phải cung cấp cho các nạn nhân của những tội phạm, và các thành viên của gia đình họ, sự thông cảm, hiểu biết và công nhận nỗi đau khổ của họ. Mỗi nạn nhân của bất cứ chế độ độc tài toàn trị có cùng phẩm giá con người và xứng đáng được hưởng công lý, tưởng nhớ và công nhận bởi tất cả chúng ta". | ” |

Vào ngày 23 tháng 8 năm 2014, ủy viên tư pháp EU Martine Reicherts nhấn mạnh rằng Hiệp ước Molotov-Ribbentrop "của phát xít Đức dưới thời Hitler và Liên Xô dưới thời Stalin đã mở đường cho cuộc chiến tranh tàn bạo nhất cho đến ngày nay, dẫn đến nhiều năm của sự sợ hãi, kinh dị và đau khổ cho các nạn nhân của những chế độ này." Ông nói rằng ngày châu Âu cùng nhau tưởng niệm cho các nạn nhân của tất cả các chế độ chuyên chế và độc tài toàn trị là một nhắc nhở rằng chúng ta không nên cho "nhân phẩm, tự do, dân chủ, pháp trị và nhân quyền" là những việc hiển nhiên, và rằng "hòa bình, dân chủ và các quyền căn bản" không phải là được ban cho. Chúng ta phải bảo vệ chúng, từng ngày." 

## Cử hành tại Liên minh châu Âu

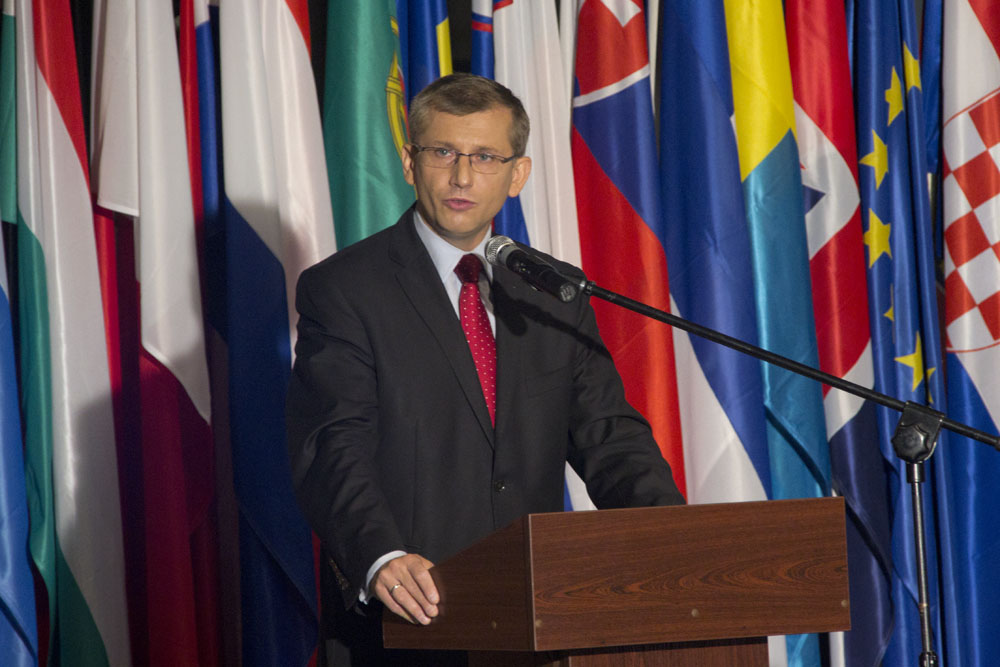
Bộ trưởng tư pháp Ba Lan Krzysztof Kwiatkowski trong một buổi lễ chính thức đánh dấu ngày Âu Châu tưởng niệm các nạn nhân của chủ nghĩa Stalin và chủ nghĩa Quốc xã lần đầu tiên ở Ba Lan, 23 tháng 8 năm 2011

Ngày tưởng niệm được cử hành chính thức bởi các bộ phận của Liên minh châu Âu từ 2009. Tại một số quốc gia, ngày tưởng niệm đã được chấp nhận và chính thức thực hiện theo luật (thỉnh thoảng với các tên hơi khác nhau).

### Thụy Điển
Ngày quốc tế tưởng niệm các nạn nhân của chủ nghĩa Stalin và chủ nghĩa Quốc xã đã được cử hành tại Thụy Điển vào năm 2008,với sự tham dự của các quan chức chính phủ, gồm cả thủ tướng Fredrik Reinfeldt.

### Estonia
Ngày 18 tháng 6 năm 2009, quốc hội Estonia bổ sung luật về ngày lễ và tưởng niệm, và lấy ngày 23 tháng 8 Ngày tưởng niệm các nạn nhân của chủ nghĩa Stalin và chủ nghĩa Quốc xã.

### Latvia
Ngày 17 tháng 7 năm 2009, quốc hội Latvia lấy ngày 23 tháng 8 Ngày tưởng niệm các nạn nhân của chủ nghĩa Stalin và chủ nghĩa Quốc xã, theo đề xuất của Liên minh dân sự.

### Litva
Litva 2009 chính thức đổi tên "Ngày dải băng Đen" (23 tháng 8) thành "Ngày tưởng niệm các nạn nhân của chủ nghĩa Stalin và chủ nghĩa Quốc xã, và ngày của con đường Baltic ". Vào ngày này, cũng như các ngày để tang khác, cờ Litva mà được treo bên ngoài các tòa nhà công cộng được trang trí với những dải băng Đen.

### Bulgaria
Ngày 19 tháng 11 năm 2009, dưới đề xuất của Liên minh Xanh da trời trung hữu, quốc hội Bulgaria đã chính thức tuyên bố ngày 23 tháng 8, Ngày tưởng nhớ nạn nhân của tội ác gây ra bởi các chế độ Cộng sản và các chế độ toàn trị khác. Ngày tưởng niệm đã được chính thức cử hành lần đầu tiên vào năm 2010.

### Croatia
2011, Chính phủ Croatia đề nghị lấy Ngày Âu Châu tưởng nhớ nạn nhân của tội ác gây ra bởi tất cả các chế độ toàn trị và các chế độ chuyên chế khác để tưởng niệm vào ngày 23 tháng 8. Vào ngày 23 tháng 8 năm 2011, Croatia đã cử hành ngày này lần đầu tiên. Thủ tướng Jadranka Kosor nhấn mạnh: "chúng ta phải tưởng nhớ các nạn nhân ngang hàng với nhau."

### Ba Lan

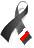
Ruy băng đen tại Ba Lan

2011, Ngày Âu Châu tưởng niệm các nạn nhân của tất cả các chế độ toàn trị và chuyên chế được chính thức thực hiện tại Ba Lan lần đầu tiên, trong thời gian Ba Lan là chủ tịch hội đồng Liên minh châu Âu

### Hungary
2011, Ngày Âu Châu tưởng niệm các nạn nhân của chủ nghĩa Stalin và chủ nghĩa Quốc xã được tưởng nhớ bởi chính phủ Hungary lần đầu tiên. Một phát ngôn viên chính phủ đã nói "Giới trẻ lớn lên ở Tây Âu nên học hỏi xem nạn nhân của chủ nghĩa cộng sản có nghĩa gì," và thêm vào là có "khác biệt một chút" giữa "quốc xã và xã hội chủ nghĩa quốc tế [...] cả hai đều dính líu tới việc tàn phá như nhau, và đặc điểm căn bản cho cả hai là vô nhân đạo."

### Slovenia
Ngày 8 tháng 8 năm 2012, Chính phủ Slovenia chấp nhận một nghị quyết tuyên bố ngày 23 tháng 8 Ngày Âu Châu tưởng nhớ nạn nhân của tội ác gây ra bởi tất cả các chế độ toàn trị và chuyên chế.

## Cử hành ngày dải băng Đen ngoài EU

### Canada
2009, hạ nghị viện Canada đồng nhất lấy ngày 23 tháng 8 là ngày dải băng Đen, như là ngày quốc gia tưởng niệm của Canada cho các nạn nhân của chủ nghĩa Stalin và chủ nghĩa Quốc xã. Nghị quyết được đề xuất bởi đại biểu Bob Rae của đảng Tự do Canada và được hỗ trợ bởi Borys Wrzesnewskyj.

### Gruzia
Ngày 21 tháng 7 năm 2010, trong một cuộc bầu cử nhất trí, quốc hội Gruzia lập nên ngày Chiếm đóng Liên Xô vào ngày 25 tháng 2 và tuyên bố ngày 23 tháng 8 ngày tưởng nhớ các nạn nhân của các chế độ toàn trị.

### Hoa Kỳ
Ngày 16 tháng 7 năm 2013, đại biểu quốc hội John Shimkus đề xuất nghị quyết "H.Res. 302: bày tỏ sự ủng hộ chọn ngày 23 tháng 8 ngày dải băng Đen công nhận các nạn nhân của các chế độ Cộng sản Sô Viết và quốc Xã," đề nghị quốc hội Hoa Kỳ lấy ngày dải băng Đen "để công nhận các nạn nhân của các chế độ Cộng sản Xô Viết và quốc Xã."
Ngày 21 tháng 5 năm 2014, quốc hội Hoa Kỳ đã chấp thuận nghị quyết này, để "nhớ và không bao giờ quên sự khủng bố mà hàng triệu công dân ở Trung và Đông Âu đã phải trải qua trong hơn 40 năm bởi những đàn áp tàn nhẫn bằng quân sự, kinh tế, và chính trị qua những vụ sử bắn độc đoán, bắt người tập thể, đưa đi đày, ngăn chặn tự do ngôn luận, tịch thu tài sản tư hữu, và phá hủy những cá tính văn hóa và đạo đức và xã hội dân sự, tất cả những cái mà cướp đi của đa số dân tộc ở Trung và Đông Âu những nhân quyền căn bản và phẩm cách, tách rời họ ra khỏi thế giới dân chủ bằng những phương tiện của bức màn sắt và bức tường Berlin," và đã chỉ rõ " hình thức quá khích của luật lệ toàn trị được thực hiện ở chế độ Cộng sản Sô Viết và Quốc xã dẫn tới những tội ác có chủ tâm đối với hàng triệu người và những quyền căn bản không thể chuyển nhượng trên một quy mô mà chưa từng thấy trong lịch sử."